# Das vergessene Leben
Das vergessene Leben ist ein deutscher Fernsehfilm von Claudia Prietzel aus dem Jahr 1998. Inge Meysel, Florian Lukas und Katrin Sass sind in den Hauptrollen besetzt.

## Handlung
Die 70-jährige Sophia wird vollkommen verwirrt und ohne jegliche Ausweispapiere von der Straße abgegriffen und in eine Psychiatrie eingewiesen. Dort gibt sich die betagte Frau rebellisch und tyrannisch, sie verweigert jedes Hilfeangebot. Einzig der junge Psychiatrie-Pfleger Axel findet Zugang zu ihr. So teilen sich die beiden die Liebe zur selben Musik. Ohne Erlaubnis seiner Kollegen und der Ärzte will Axel Sophia helfen, sich wieder zu erinnern und ihre Familie zu finden.

## Produktionsnotizen
Die Dreharbeiten für Das vergessene Leben fanden im Jahr 1997 in Kollaboration mit den Rundfunkanstalten arte und WDR statt. Für die Produktion zeichnete die Fritz Wagner Filmproduktion (FWF) unter Federführung der Produzentinnen Heidi Steinhaus und Rita Wagner verantwortlich.
Die Erstausstrahlung erfolgte am 10. Juli 1998 zur Hauptsendezeit auf arte. Es handelt sich um den letzten Film mit dem Schauspieler Gerd E. Schäfer, der hier neben Barbara Frey die Rolle des Herrn Stieler spielte. Er starb am 20. September 2001 im Alter von 78 Jahren an einem Krebsleiden in Berlin.

## Kritik
Der Filmdienst meinte, Das vergessene Leben sei ein „behutsamer Film in der Tradition des poetischen Realismus, in dem es um Menschen im Abseits und das Verhältnis von Jungen und Alten geht.“.